# Cmolas (plaats)
Cmolas is een plaats in het Poolse district  Kolbuszowski, woiwodschap Subkarpaten. De plaats maakt deel uit van de gemeente Cmolas en telt 30000 inwoners.